# Кру
Кру (англ. Crewe) — місто в межах унітарної одиниці Східний Чешир у графстві Чешир у Великий Британії. Великий залізничний вузол. У 1946—2002 роках було місцем виробництва автомобілів Rolls-Royce. З 2003 року у місті виробляють автомобілі Bentley.

## Історія
Сучасне міське поселення Кру виникло поруч з залізничною станцією «Кру», яка була почала працювати у 1837 році, й отримало її назву. Компанія Grand Junction Railway (GJR) обрала Кру як місце для створення заводу локомотивів, перший з яких був запущений у 1843 році.
У 1871 році населення міста досягло 40 000 мешканців. Залізнична компанія піклувалась про створення у місті соціальної інфраструктури — медичного пункту, водопостачання, побутового газу, публічної лазні. У 1842 році в місті з'явилась школа. У 1854 році відкрився сирний ринок. У місті працювала фабрика одягу.
Під час Другої світової війни Кру, як залізничний центр та місце розташування виробництва запчастин для авіадвигунів компанії Rolls-Royce Limited, стало об'єктом бомбардувань німецькою авіацією. Під час авіарейдів загинуло загалом 35 мешканців міста. Наймасштабніше бомбардування відбулось 29 серпня 1940 року — було знищено 50 будинків, здебільшого біля залізничної станції.

## Населення
У 1971 році у місті мешкало 51,3 тис. людей. За даними перепису 2001 року місто нараховувало 67 683 мешканців. У 2011 році — 83 650.

## Інфраструктура
Залізнична станція Кру — одна з найбільших станцій у Північно-Західній Англії, нараховує 12 платформ. Зі станції можна дістатися прямими потягами до Лондону (станція Юстон), Единбургу, Кардіфа, Ліверпулю, Манчестеру, Бірмінгему, Глазго, Дербі, Сток-он-Тренту, Честеру, Рексему, Голігеду для поромної переправи до Дубліна.

## Промисловість
З 1939 року в Кру працював завод Rolls-Royce з виробництва деталей для авіаційних двигунів. У 1946 році виробництво було перенесено до Дербі, а наявні потужності підприємства було переорієнтовано на виробництво автомобілей Rolls-Royce та Bentley Motors (марка, що належала Rolls-Royce з 1931 року). З 2003 року в Кру виробляють тільки Bentley (з 1998 року марка належить концерну Volkswagen). У 2010 році на цьому заводі налічувалось близько 3500 працівників.
Також у місті виробляють залізничне обладнання, локомотиви, вагони.

## Культура
У місті працює музей залізничного транспорту Crewe Heritage Centre, важливим експонатом якого є швидкісний потяг British Rail Class 370.
У центрі міста працює театр «Ліцеум», заснований у 1911 році. У театрі можна побачити спектаклі у жанрах драми, балету, опери, комедії, пантоміми.
У Кру є шість англіканських храмів, три методистських, два баптистських і один католицький (у ньому щотижня служать месу польською мовою).
Головним парком міста є Queens Park, відкритий у 1887 році. В парку є дитячі майданчики, фонтани, скульптури, та велике озеро, де мешканці катаються на човнах. З 2014 року триває масштабна реконструкція парку.

## Спорт
Місцевий футбольний клуб — Кру Александра, створений у 1877 році. Найбільшим досягненням команди є виграш у 2013 році Трофею Футбольної ліги. В составі клубу грали Денні Мерфі та Девід Платт.

## Міста-побратими
- Макон (Франція)
- Бішофсгайм (Німеччина)
- Дзержонюв (Польща)